# Lafour & Nougier
Lafour & Nougier is een historisch motorfietsmerk.
De bedrijfsnaam was Ateliers Lafour & Nougier, Nîmes, Gard.
Franse fabriek die van 1927 tot 1936 Engelse en Franse motorblokken van Aubier Dunne, Chaise, Trian, Villiers, JAP en Stainless van 98- tot 490 cc in eigen frames bouwde.